# Fontenay-en-Vexin
Fontenay-en-Vexin (wcześniej pod nazwą Fontenay) – miejscowość i gmina we Francji, w regionie Normandia, w departamencie Eure. W 2013 roku jej populacja wynosiła 321 mieszkańców. Dnia 16 listopada 2015 roku zmieniono nazwę miejscowości z Fontenay na Fontenay-en-Vexin. 
W dniu 1 stycznia 2016 roku z połączenia 14 ówczesnych gmin – Berthenonville, Bus-Saint-Rémy, Cahaignes, Cantiers, Civières, Dampsmesnil, Écos, Fontenay-en-Vexin, Forêt-la-Folie, Fourges, Fours-en-Vexin, Guitry, Panilleuse oraz Tourny – utworzono nową gminę Vexin-sur-Epte. Siedzibą gminy została miejscowość Écos. 